# Héctor Jiménez y Meneses
Héctor Guillermo de Jesús Jiménez y Meneses es un abogado y político mexicano, antiguo miembro del Partido Revolucionario Institucional y desde 2018 miembro del partido Movimiento Regeneración Nacional (Morena). Es diputado federal para el periodo de 2018 a 2021.

## Biografía
Héctor Jiménez y Meneses es licenciado en Derecho egresado de la Benemérita Universidad Autónoma de Puebla y tiene un diplomado en Derecho Civil. Fue miembro del PRI hasta 2018, partido en el que llegó a ser presidente del comité estatal en Puebla.
Entre 1975 y 1981 laboró en la Secretaría del Trabajo y Previsión Social, en la que ocupó cargos en la Procuraduría de la Defensa del Trabajo, presidente de la Junta especial 47 Federal de Conciliación y Arbitraje y delegado de la Secretaría en Zacatecas y Puebla.
Electo diputado al Congreso del Estado de Puebla en 1999 a la LIV Legislatura en la que fue presdidente de la Gran Comisión, que culminaría en 2002; en 2000 fue postulado candidato del PRI a diputado federal por el Distrito 10 de Puebla, no habiendo logrado el triunfo que correspondió al candidato del PAN, Salvador Escobedo Zoletto.
Posteriormente ocupó la titularidad de la Secretaría de Gobernación de Puebla de 2001 a 2002 y de ese año a 2005 fue secretario de Desarrollo, Evaluación y Control de la Administración Pública, ambos en el gobierno de Melquiades Morales Flores. Al finalizar dicho gobierno fue nombrado notario público. En 2015 fue por segunda ocasión candidato del PRI a diputado federal, en esta ocasión por la vía de la representación proporcional, no habiendo sido electo.
En 2018 renunció a su militancia en el PRI y fue postulado por la coalición Juntos Haremos Historia a diputado federal por el Distrito 13 de Puebla; aunque fue criticada su anterior pertenencia al PRI, fue elegido a la LXIV Legislatura que culminará en 2021.
En la Cámara de Diputados ocupa los cargos de secretario de la comisión de Puntos Constitucionales, e integrante de las de Defensa Nacional y de Gobernación y Población.
En enero de 2019 y ante la muerte de la gobernadora Martha Érika Alonso el 24 de diciembre de 2018, fue señalado como uno de los posibles aspirantes de Morena a ser nombrado Gobernador interino de Puebla por el Congreso del Estado.